# Reghea
Reghea – wieś w Rumunii, w okręgu Bihor, w gminie Viișoara. W 2011 roku liczyła 51 mieszkańców.